# Coupe de l'AFC 2007
Navigation
Édition précédente Édition suivante
La Coupe de l'AFC 2007 est la quatrième édition de la Coupe de l'AFC, la compétition mise en place par l'AFC pour les meilleures équipes des pays classés comme en développement par la confédération asiatique et qui correspond au deuxième niveau dans la hiérarchie en Asie.
Plusieurs changements au niveau des clubs participants ont eu lieu à l'issue de l'édition 2006. Avec l'entrée de l'Australie au sein de l'AFC et l'incorporation de deux de ses clubs en Ligue des champions de l'AFC, le Viet-Nam et la Thaïlande passent de deux places en Ligue des champions à une place en Ligue des champions et une place en Coupe de l'AFC. Pour conserver le même nombre de clubs en compétition, les clubs du Bangladesh ne sont pas autorisés à participer. 
Pour la troisième année consécutive, c'est un club jordanien qui s'impose en finale de la compétition. Le titre se joue d'ailleurs entre deux équipes jordaniennes et c'est le club de Shabab Al-Ordon Club qui s'impose face au double tenant du titre, Al-Faisaly Club. C'est le premier titre continental du club. La Jordanie continue à dominer la compétition puisque le troisième représentant, Al-Weehdat Club est éliminé au stade des demi-finales.

## Participants
- Al Muharraq Club - Champion de Bahreïn 2005-2006
- Al-Faisaly Club - Tenant du titre
- Shabab Al-Ordon Club - Champion de Jordanie 2005-2006
- Al-Weehdat Club - 3e du championnat de Jordanie 2005-2006
- Al-Ansar Club - Champion du Liban 2005-2006
- Nejmeh SC - Vice-champion du Liban 2005-2006
- Mascate Club - Champion d'Oman 2005-2006
- Dhofar Club - Vainqueur de la Coupe d'Oman 2006
- HTTU Achgabat - Champion du Turkménistan 2006
- Nebitçi Balkanabat - Vainqueur de la Coupe du Turkménistan 2006
- Al Saqr Ta'izz - Champion du Yémen 2006
- Al Hilal Hudaydah - Vainqueur de la Coupe du Yémen 2005
- Happy Valley - Champion de Hong Kong 2005-2006
- Xiangxue Sun Hei - Vainqueur de la Coupe de Hong Kong 2005-2006
- Mahindra United - Champion d'Inde 2005-2006
- Mohun Bagan - Vainqueur de la Coupe d'Inde 2006
- Negeri Sembilan FA - Champion de Malaisie 2005-2006
- Pahang FA - Vainqueur de la Coupe de Malaisie 2005-2006
- Victory SC - Champion des Maldives 2006
- New Radiant - Vainqueur de la Coupe des Maldives 2006
- Singapore Armed Forces FC - Champion de Singapour 2006
- Tampines Rovers FC - Vainqueur de la Coupe de Singapour 2006
- Osotsapa M-150 - Vice-champion de Thaïlande 2006
- Hòa Phát Hà Nội - Vainqueur de la Coupe du Viêt-Nam 2006

## Phase de groupes
Toutes les équipes participantes sont réparties dans six groupes, qui compte quatre formations chacun.
Les équipes terminant à la première place se qualifient pour les quarts de finale ainsi que les deux meilleurs deuxièmes. Chaque groupe se déroule sur la base de matchs aller-retour. Les rencontres ont lieu entre le 6 mars et le 22 mai 2007.

### Groupe A
| Rang | Équipe               | Pts | J | G | N | P | Bp | Bc | Diff |  | Résultats (▼ dom., ► ext.) |     |     |     |     |
| ---- | -------------------- | --- | - | - | - | - | -- | -- | ---- |  | -------------------------- | --- | --- | --- | --- |
| 1    | Nejmeh SC            | 15  | 6 | 5 | 0 | 1 | 8  | 5  | +3   |  | Nejmeh SC                  |     | 2-1 | 1-0 | 2-1 |
| 2    | Shabab Al-Ordon Club | 13  | 6 | 4 | 1 | 1 | 8  | 3  | +5   |  | Shabab Al-Ordon Club       | 2-0 |     | 1-0 | 2-0 |
| 3    | Mascate Club         | 4   | 6 | 1 | 1 | 4 | 4  | 6  | -2   |  | Mascate Club               | 0-1 | 0-1 |     | 2-0 |
| 4    | Al Saqr Ta'izz       | 2   | 6 | 0 | 2 | 4 | 5  | 11 | -6   |  | Al Saqr Ta'izz             | 1-2 | 1-1 | 2-2 |     |

### Groupe B
| Rang | Équipe            | Pts | J | G | N | P | Bp | Bc | Diff |  | Résultats (▼ dom., ► ext.) |     |     |     |     |
| ---- | ----------------- | --- | - | - | - | - | -- | -- | ---- |  | -------------------------- | --- | --- | --- | --- |
| 1    | Al-Weehdat Club   | 14  | 6 | 4 | 2 | 0 | 16 | 8  | +8   |  | Al-Weehdat Club            |     | 1-1 | 4-2 | 4-0 |
| 2    | Al Muharraq Club  | 11  | 6 | 3 | 2 | 1 | 10 | 7  | +3   |  | Al Muharraq Club           | 1-2 |     | 3-1 | 2-1 |
| 3    | HTTU Achgabat     | 6   | 6 | 2 | 0 | 4 | 10 | 12 | -2   |  | HTTU Achgabat              | 1-2 | 1-2 |     | 3-1 |
| 4    | Al Hilal Hudaydah | 2   | 6 | 0 | 2 | 4 | 6  | 15 | -9   |  | Al Hilal Hudaydah          | 3-3 | 1-1 | 0-2 |     |

### Groupe C
| Rang | Équipe             | Pts | J | G | N | P | Bp | Bc | Diff |  | Résultats (▼ dom., ► ext.) |     |     |     |     |
| ---- | ------------------ | --- | - | - | - | - | -- | -- | ---- |  | -------------------------- | --- | --- | --- | --- |
| 1    | Al-Faisaly Club    | 11  | 6 | 3 | 2 | 1 | 7  | 3  | +4   |  | Al-Faisaly Club            |     | 2-1 | 1-1 | 2-0 |
| 2    | Dhofar Club        | 10  | 6 | 3 | 1 | 2 | 4  | 5  | -1   |  | Dhofar Club                | 1-0 |     | 0-0 | 1-0 |
| 3    | Al-Ansar Club      | 9   | 6 | 2 | 3 | 1 | 8  | 5  | +3   |  | Al-Ansar Club              | 0-2 | 3-0 |     | 3-1 |
| 4    | Nebitçi Balkanabat | 2   | 6 | 0 | 2 | 4 | 2  | 8  | -6   |  | Nebitçi Balkanabat         | 0-0 | 0-1 | 1-1 |     |

### Groupe D
| Rang | Équipe             | Pts | J | G | N | P | Bp | Bc | Diff |  | Résultats (▼ dom., ► ext.) |     |     |     |     |
| ---- | ------------------ | --- | - | - | - | - | -- | -- | ---- |  | -------------------------- | --- | --- | --- | --- |
| 1    | Xiangxue Sun Hei   | 15  | 6 | 5 | 0 | 1 | 15 | 6  | +9   |  | Xiangxue Sun Hei           |     | 2-0 | 2-0 | 7-4 |
| 2    | Negeri Sembilan FA | 7   | 6 | 1 | 4 | 1 | 4  | 5  | -1   |  | Negeri Sembilan FA         | 1-0 |     | 1-1 | 0-0 |
| 3    | Victory SC         | 6   | 6 | 1 | 3 | 2 | 7  | 9  | -2   |  | Victory SC                 | 0-2 | 2-2 |     | 2-2 |
| 4    | Hòa Phát Hà Nội    | 3   | 6 | 0 | 3 | 3 | 7  | 13 | -6   |  | Hòa Phát Hà Nội            | 1-2 | 0-0 | 0-2 |     |

### Groupe E
| Rang | Équipe                    | Pts | J | G | N | P | Bp | Bc | Diff |  | Résultats (▼ dom., ► ext.) |     |     |     |     |
| ---- | ------------------------- | --- | - | - | - | - | -- | -- | ---- |  | -------------------------- | --- | --- | --- | --- |
| 1    | Singapore Armed Forces FC | 15  | 6 | 5 | 0 | 1 | 13 | 7  | +6   |  | Singapore Armed Forces FC  |     | 0-2 | 2-1 | 3-1 |
| 2    | Mahindra United           | 12  | 6 | 4 | 0 | 2 | 9  | 4  | +5   |  | Mahindra United            | 0-1 |     | 3-1 | 1-0 |
| 3    | Happy Valley              | 9   | 6 | 3 | 0 | 3 | 9  | 11 | -2   |  | Happy Valley               | 1-4 | 2-1 |     | 2-1 |
| 4    | New Radiant               | 0   | 6 | 0 | 0 | 6 | 4  | 13 | -9   |  | New Radiant                | 2-3 | 0-2 | 0-2 |     |

### Groupe F
| Rang | Équipe             | Pts | J | G | N | P | Bp | Bc | Diff |  | Résultats (▼ dom., ► ext.) |     |     |     |     |
| ---- | ------------------ | --- | - | - | - | - | -- | -- | ---- |  | -------------------------- | --- | --- | --- | --- |
| 1    | Tampines Rovers FC | 13  | 6 | 4 | 1 | 1 | 10 | 5  | +5   |  | Tampines Rovers FC         |     | 2-0 | 2-1 | 2-0 |
| 2    | Mohun Bagan        | 11  | 6 | 3 | 2 | 1 | 5  | 3  | +2   |  | Mohun Bagan                | 0-0 |     | 1-0 | 2-0 |
| 3    | Osotsapa M-150     | 10  | 6 | 3 | 1 | 2 | 12 | 3  | +9   |  | Osotsapa M-150             | 3-0 | 0-0 |     | 4-0 |
| 4    | Pahang FA          | 0   | 6 | 0 | 0 | 6 | 2  | 18 | -16  |  | Pahang FA                  | 1-4 | 1-2 | 0-4 |     |

### Classement des meilleurs deuxièmes
Un classement est établi entre les deuxièmes de tous les groupes. Seuls les deux meilleurs se qualifient pour les quarts de finale.
| Rang | Équipe               | Pts | J | G | N | P | Bp | Bc | Diff |
| ---- | -------------------- | --- | - | - | - | - | -- | -- | ---- |
| 1    | Shabab Al-Ordon Club | 13  | 6 | 4 | 1 | 1 | 8  | 3  | +5   |
| 2    | Mahindra United      | 12  | 6 | 4 | 0 | 2 | 9  | 4  | +5   |
| 3    | Al Muharraq Club     | 11  | 6 | 3 | 2 | 1 | 10 | 7  | +3   |
| 4    | Mohun Bagan          | 11  | 6 | 3 | 2 | 1 | 5  | 3  | +2   |
| 5    | Dhofar Club          | 10  | 6 | 3 | 1 | 2 | 4  | 5  | -1   |
| 6    | Negeri Sembilan FA   | 7   | 6 | 1 | 4 | 1 | 4  | 5  | -1   |

## Phase finale à élimination directe
|  | Quarts de finale          | Quarts de finale          | Quarts de finale        | Quarts de finale        |                      |                      | Demi-finales         | Demi-finales         | Demi-finales         | Demi-finales         |  |  | Finale               | Finale               | Finale               | Finale               |
|  |                           |                           |                         |                         |                      |                      |                      |                      |                      |                      |  |  |                      |                      |                      |                      |
|  | 18 et 25 septembre 2007   | 18 et 25 septembre 2007   | 18 et 25 septembre 2007 | 18 et 25 septembre 2007 |                      |                      | 2 et 23 octobre 2007 | 2 et 23 octobre 2007 | 2 et 23 octobre 2007 | 2 et 23 octobre 2007 |  |  | 2 et 9 novembre 2007 | 2 et 9 novembre 2007 | 2 et 9 novembre 2007 | 2 et 9 novembre 2007 |
|  | 18 et 25 septembre 2007   | 18 et 25 septembre 2007   | 18 et 25 septembre 2007 | 18 et 25 septembre 2007 |                      |                      | 2 et 23 octobre 2007 | 2 et 23 octobre 2007 | 2 et 23 octobre 2007 | 2 et 23 octobre 2007 |  |  | 2 et 9 novembre 2007 | 2 et 9 novembre 2007 | 2 et 9 novembre 2007 | 2 et 9 novembre 2007 |
|  | Shabab Al-Ordon Club      | Shabab Al-Ordon Club      | 5                       | 0                       |                      |                      | 2 et 23 octobre 2007 | 2 et 23 octobre 2007 | 2 et 23 octobre 2007 | 2 et 23 octobre 2007 |  |  | 2 et 9 novembre 2007 | 2 et 9 novembre 2007 | 2 et 9 novembre 2007 | 2 et 9 novembre 2007 |
|  | Shabab Al-Ordon Club      | Shabab Al-Ordon Club      | 5                       | 0                       |                      |                      | 2 et 23 octobre 2007 | 2 et 23 octobre 2007 | 2 et 23 octobre 2007 | 2 et 23 octobre 2007 |  |  | 2 et 9 novembre 2007 | 2 et 9 novembre 2007 | 2 et 9 novembre 2007 | 2 et 9 novembre 2007 |
|  | Singapore Armed Forces FC | Singapore Armed Forces FC | 0                       | 3                       |                      |                      | 2 et 23 octobre 2007 | 2 et 23 octobre 2007 | 2 et 23 octobre 2007 | 2 et 23 octobre 2007 |  |  | 2 et 9 novembre 2007 | 2 et 9 novembre 2007 | 2 et 9 novembre 2007 | 2 et 9 novembre 2007 |
|  | Singapore Armed Forces FC | Singapore Armed Forces FC | 0                       | 3                       | Shabab Al-Ordon Club | Shabab Al-Ordon Club | 1                    | 0                    |                      |                      |  |  | 2 et 9 novembre 2007 | 2 et 9 novembre 2007 | 2 et 9 novembre 2007 | 2 et 9 novembre 2007 |
|  | 18 et 25 septembre 2007   |                           |                         |                         | Shabab Al-Ordon Club | Shabab Al-Ordon Club | 1                    | 0                    |                      |                      |  |  | 2 et 9 novembre 2007 | 2 et 9 novembre 2007 | 2 et 9 novembre 2007 | 2 et 9 novembre 2007 |
|  |                           |                           | Nejmeh SC               | Nejmeh SC               | 0                    | 0                    |                      |                      |                      |                      |  |  | 2 et 9 novembre 2007 | 2 et 9 novembre 2007 | 2 et 9 novembre 2007 | 2 et 9 novembre 2007 |
|  | Mahindra United           | Mahindra United           | Nejmeh SC               | Nejmeh SC               | 0                    | 0                    | 1                    | 3                    |                      |                      |  |  | 2 et 9 novembre 2007 | 2 et 9 novembre 2007 | 2 et 9 novembre 2007 | 2 et 9 novembre 2007 |
|  | Mahindra United           | Mahindra United           | 3 et 22 octobre 2007    |                         |                      |                      | 1                    | 3                    |                      |                      |  |  | 2 et 9 novembre 2007 | 2 et 9 novembre 2007 | 2 et 9 novembre 2007 | 2 et 9 novembre 2007 |
|  | Nejmeh SC                 | Nejmeh SC                 | 2                       | 3                       |                      |                      |                      |                      |                      |                      |  |  | 2 et 9 novembre 2007 | 2 et 9 novembre 2007 | 2 et 9 novembre 2007 | 2 et 9 novembre 2007 |
|  | Nejmeh SC                 | Nejmeh SC                 | 2                       | 3                       | Shabab Al-Ordon Club | Shabab Al-Ordon Club | 1                    | 1                    |                      |                      |  |  |                      |                      |                      |                      |
|  | 18 et 25 septembre 2007   |                           |                         |                         | Shabab Al-Ordon Club | Shabab Al-Ordon Club | 1                    | 1                    |                      |                      |  |  |                      |                      |                      |                      |
|  |                           |                           | Al-Faisaly ClubT        | Al-Faisaly ClubT        | 0                    | 1                    |                      |                      |                      |                      |  |  |                      |                      |                      |                      |
|  | Tampines Rovers FC        | Tampines Rovers FC        | Al-Faisaly ClubT        | Al-Faisaly ClubT        | 0                    | 1                    | 1                    | 2                    |                      |                      |  |  |                      |                      |                      |                      |
|  | Tampines Rovers FC        | Tampines Rovers FC        |                         |                         |                      |                      |                      |                      |                      |                      |  |  |                      |                      |                      |                      |
|  | Al-Faisaly Club'T'        | Al-Faisaly Club'T'        | 2                       | 5                       |                      |                      |                      |                      |                      |                      |  |  |                      |                      |                      |                      |
|  | Al-Faisaly Club'T'        | Al-Faisaly Club'T'        | 2                       | 5                       | Al-Faisaly Club'T'   | Al-Faisaly Club'T'   | 1                    | 2                    |                      |                      |  |  |                      |                      |                      |                      |
|  | 18 et 25 septembre 2007   |                           |                         |                         | Al-Faisaly Club'T'   | Al-Faisaly Club'T'   | 1                    | 2                    |                      |                      |  |  |                      |                      |                      |                      |
|  |                           |                           | Al-Weehdat Club         | Al-Weehdat Club         | 1                    | 1                    |                      |                      |                      |                      |  |  |                      |                      |                      |                      |
|  | Xiangxue Sun Hei          | Xiangxue Sun Hei          | Al-Weehdat Club         | Al-Weehdat Club         | 1                    | 1                    | 0                    | 1                    |                      |                      |  |  |                      |                      |                      |                      |
|  | Xiangxue Sun Hei          | Xiangxue Sun Hei          |                         |                         |                      |                      |                      | 1                    |                      |                      |  |  |                      |                      |                      |                      |
|  | Al-Weehdat Club           | Al-Weehdat Club           | 1                       | 3                       |                      |                      |                      |                      |                      |                      |  |  |                      |                      |                      |                      |
|  | Al-Weehdat Club           | Al-Weehdat Club           | 1                       | 3                       |                      |                      |                      |                      |                      |                      |  |  |                      |                      |                      |                      |
|  |                           |                           |                         |                         |                      |                      |                      |                      |                      |                      |  |  |                      |                      |                      |                      |

### Finales
| 2 novembre 2007 | Shabab Al-Ordon Club | 1 - 0 | Al-Faisaly Club | Stade international, Amman                       |                                                  |
|                 | Al-Saify 52e         |       |                 | Spectateurs : 5 500 Arbitrage : Yūichi Nishimura | Spectateurs : 5 500 Arbitrage : Yūichi Nishimura |

| 9 novembre 2007 | Al-Faisaly Club | 1 - 1 | Shabab Al-Ordon Club | Stade international, Amman                   |                                              |
|                 | Al-Shboul 13e   |       | 44e Shehdeh          | Spectateurs : 7 500 Arbitrage : Lee Gi-young | Spectateurs : 7 500 Arbitrage : Lee Gi-young |